# Telmatogeton sanctipauli
Telmatogeton sanctipauli är en tvåvingeart som beskrevs av Ignaz Rudolph Schiner 1866. Telmatogeton sanctipauli ingår i släktet Telmatogeton och familjen fjädermyggor. Inga underarter finns listade i Catalogue of Life.